# Vincent Müller
Vincent Carsten Maria Müller (* 23. August 2000 in Köln) ist ein deutscher Fußballtorwart, der ab Juli 2024 beim Aalborg BK unter Vertrag steht. Er wurde überwiegend in der Jugend des 1. FC Köln ausgebildet, wo er von 2007 bis 2019 als Jugend Spieler aktiv war.

## Karriere
Nach ersten Schritten im Juniorenfußball beim Stadtteilklub SG Worringen wurde der gebürtige Kölner Müller bereits mit sechs Jahren im Nachwuchsleistungszentrum des 1. FC Köln aufgenommen.
Sowohl in der B- als auch in der A-Jugend der Domstädter war der Torhüter nach den Etablierungsphasen die erste Wahl im Tor. Mit der U19 wurde er in seiner letzten Saison Dritter der Weststaffel und verpasste so knapp die Teilnahme an der Endrunde um die Meisterschaft. Parallel dazu vertrat er zweimal die beiden etatmäßigen Keeper Jan-Christoph Bartels und Brady Scott in der Regionalligamannschaft.
Zur Drittligasaison 2019/20 erhielt der 19-Jährige einen Zweijahresvertrag bei den Würzburger Kickers. Ab dem 11. Spieltag ersetzte der ursprünglich als dritter Torhüter eingeplante Müller Stammtorwart Eric Verstappen, der bis dahin 27 Gegentreffer kassiert hatte. In der Folge stand Müller in allen Partien im Tor, kassierte viermal kein Gegentor, zog sich aber am 29. Spieltag beim 0:1 gegen Magdeburg einen Kieferanbruch zu und fiel für zwei Spiele aus. Vom 32. Spieltag bis zum Saisonende hielt Müller wieder für die Kickers, spielte mit ihnen zweimal zu Null und konnte den Aufstieg in die 2. Bundesliga feiern.
Nach der Verpflichtung Fabian Giefers, der in der Vorbereitung zum neuen Stammkeeper avancierte, wechselte der Torhüter Ende September 2020 in die niederländische Eredivisie zur PSV Eindhoven. Dort traf er auf den deutschen Cheftrainer Roger Schmidt sowie drei weitere Landsleute, darunter den Torwart Lars Unnerstall.
Im Sommer 2022 verpflichtete ihn der deutsche Drittligist MSV Duisburg als Nachfolger des Stammtorhüters Leo Weinkauf.
Am 21. August 2022 erzielte Vincent Müller mit einem direkten Freistoß aus über 70 Metern, im Ligaspiel gegen den SV Meppen, sein erstes Tor als Profi. Er ist damit der siebte Torhüter, der in der Geschichte der 3. Liga, die 2008 den Betrieb aufnahm, ein Tor erzielte. Das Tor wurde zum Tor des Monats August 2022 gekürt. Müller ist zudem erst der siebte Torhüter, der mit der Auszeichnung „Tor des Monats“ prämiert wurde, welche bereits seit März 1971 monatlich vergeben wird.
Nach dem Abstieg vom MSV Duisburg zur Saison 2023/2024 wechselte er am 1. Juli 2024 ablösefrei zum dänischen Erstligaaufsteiger Aalborg BK.

## Erfolge
Würzburger Kickers
- Aufstieg in die 2. Bundesliga: 2020

PSV Eindhoven
- Johan-Cruyff-Schale: 2021

MSV Duisburg
- Tor des Monats: August 2022